# Periodeafgrænsning
En periodeafgrænsning er en post i et regnskab, som er afholdt eller opnået i én periode men reelt vedrører en senere periode. Typisk vil poster som leasingydelser, abonnementer og forsikringer give anledning til periodeafgrænsningsposter. Periodeafgrænsningsposterne vises i balancen under omsætningsaktiver eller forpligtelser.
Behovet for periodeafgrænsninger hidrører fra ønsket om at opgøre resultatet for en periode på en omkostningsbaseret basis.
I den danske årsregnskabslov findes bestemmelserne omkring periodeafgrænsningsposter i §27.

## Eksempel
Den 1. oktober betales forsikring for de følgende 12 måneder, i alt kr. 120.000. Når regnskabsåret følger kalenderåret, vil kun de tre første måneder (kr. 30.000) vedrøre dette år, mens de resterende kr. 90.000 placeres under omsætningsaktivernes periodeafgrænsningspost (forsikringen er reelt forudbetalt, så der er en art tilgodehavende på risikodækning ved forsikringsselskabet).
Ved starten af de efterfølgende regnskabsår omkostningsføres de resterende kr. 90.000.
Havde man benytte en regnskabsperiode på én måned, ville kr. 10.000 skulle omkostningsføres hver måned.